# Nikki SooHoo
Nicole "Nikki" SooHoo (Los Ángeles, California; 20 de agosto de 1988) es una actriz chino-estadounidense.

## Primeros años
SooHoo nació en Los Ángeles, California, tiene ascendencia china. Asistió a la Escuela Superior de Artes del Condado de Orange (California) y actualmente asiste a la Universidad de California en Los Ángeles.

## Carrera
Su experiencia como actriz comenzó con la danza y comenzó con papeles en series de televisión como "Ka-pow!". En 2003, SooHoo se reunió en Los Ángeles con el gerente de talentos Addison Witt en su estudio en Santa Mónica.
Utilizando su experiencia en danza, SooHoo fue elegida para participar en una serie de comerciales antes de consiguiera el papel de la gimnasta Wei Wei Yong en la película de Disney, "Stick It" (2006). Su primer papel como actriz en la pantalla fue en el cortometraje "Fields of Mudan" (2004), que ganó el Gran Premio de Marshall y muchos otros. El primer papel protagonista en televisión de SooHoo fue en la serie de Disney Channel, "East of Normal, West of Weird" (2005).
Los primeros trabajos de SooHoo fueron principalmente en Disney Channel y Nickelodeon: "Phil of the Future" (2004), "The Suite Life of Zack and Cody" (2005), y "Drake & Josh" (2004). En 2009, ella ha conseguido el papel de Holly en la película de Peter Jackson, "The Lovely Bones", adaptación cinematográfica de la novela escrita por Alice Sebold. 

## Filmografía
| Películas  | Películas                        | Películas             | Películas                                         |
| Año        | Título                           | Rol                   | Notas                                             |
| ---------- | -------------------------------- | --------------------- | ------------------------------------------------- |
| 2004       | Fields of Mudan                  | Lin                   | Cortometraje                                      |
| 2005       | East of Normal, West of Weird    | Becca                 | Película para televisión                          |
| 2005       | Testing Bob                      | Porrista              | Película para televisión                          |
| 2006       | Stick It                         | Wei Wei Yong          |                                                   |
| 2009       | A Marriage                       | Amelia                | Película para televisión                          |
| 2009       | Bring It On: Fight to the Finish | Christina             |                                                   |
| 2009       | The Lovely Bones                 | Denise "Holly" Le Ang |                                                   |
| 2012       | Music High                       | Natasha               |                                                   |
| 2012       | All the Wrong Places             | Kai                   | Película para televisión                          |
| 2013       | Crush                            | Maya                  |                                                   |
| Televisión |                                  |                       |                                                   |
| Año        | Título                           | Rol                   | Notas                                             |
| 2005       | Phil of the Future               | Fiona Lanky           | Episodio: "Versa Day"                             |
| 2006       | Drake & Josh                     | Adolescente           | Episodio: "Theater Thug"                          |
| 2006       | La Guerra en Casa                | Sue Ling              | Episodio: "How Do You Spell Relief?"              |
| 2007       | The Suite Life of Zack and Cody  | Chica en el salón     | Episodio: "The Suite Life Goes Hollywood: Part 2" |
| 2009       | Private Practice                 | Kelly                 | Episodio: "Right Here, Right Now"                 |
| 2010       | No Ordinary Family               | Lisa                  | Episodio: "No Ordinary Vigilant"                  |
| 2014       | Pretty Little Liars              | Brenda                | 1 episodio                                        |